# تور بيورن أندرسن
تور بيورن أندرسن هو لاعب كرة يد نرويجي. مثل منتخب النرويج لكرة اليد. بدأ تمثيل المنتخب في سنة 1995 ولعب معه 14 مباراة حتى سنة 1999. نافس في بطولة العالم لكرة اليد للرجال 1999.